# باتسي مونتانا
روبي روز بليفنز (بالإنجليزية: Patsy Montana)‏ (30 أكتوبر 1908 – 3 مايو 1996)، والمعروفة باسم "باتسي مونتانا"، هي مغنية وكاتبة أغاني وممثلة أمريكية. كانت مونتانا أول امرأة في موسيقى الكانتري تحقق مليون مبيع بأغنيتها "I Want to Be a Cowboy's Sweetheart"، وهي عضوة في قاعة مشاهير موسيقى الكانتري.

## السيرة
وُلدت روبي بليفنز في قرية بودري في أركنساس وترعرعت قرب مدينة هوب. كان لديها عشرة أشقاء، وجميعهم من الذكور، وتوفي اثنان في وهم صغار في حادث حريق.
في عام 1929، ذهبت روبي بليفنز إلى كاليفورنيا لدراسة الكمان في جامعة الغرب (الآن جامعة كاليفورنيا). فازت في مسابقة للمواهب المحلية، وكانت الجائزة الأولى هي فرصة للغناء على برنامج الراديو "Hollywood Breakfast Club".
في صيف عام 1933، ذهبت بليفنز مع اثنين من إخوتها إلى معرض شيكاغو العالمي لعرض بطيخة كبيرة من مزرعتها، وقدمت هناك تجربة أداء أما شركة تسجيل، ثم قدمت اختبارا آخر في محطة WLS-AM لمجموعة تسمى "Prairie Ramblers". أصبحت المجموعة منتظمة في برنامج ناشيونال بارن دانس على المحطة. كما غنت المجموعة خلف بليفينز في معظم أغانيها مع تسجيلات أيه آر سي وديكا وآر سي أيه.
في عام 1934، قامت بليفنز بغناء أغنية ستيوارت هامبلين "Texas Plains" وأعادت تشكيل الكلمات بأسلوبها الخاص، وغيرت منها لاحقا لتصبح أغنيتها المميزة، "I Want to Be a Cowboy's Sweetheart". أصدرت الأغنية عام 1935، وأصبحت بليفنز أول فنانة كانتري تحقق مليون مبيع. حصلت الأغنية على تصنيف القرص الذهبي. قدمت بليفنز عروضاً على برنامج ناشيونال بارن دانس حتى الخمسينيات، وعملت مع جين أوتري وريد فولي.
أخذت روبي بليفنز اسمها المسرحي من نجمة السينما الصامتة مونتي مونتانا، والتي أتيحت لها فرصة العمل معها في وقت مبكر من مسيرتها. قامت بتصوير فيلم طويل بعنوان Colorado Sunset مع سمايلي بورنيت وجين أوتري.
التقت روبي بزوجها المستقبلي بول روز في برنامج ناشيونال بارن دانس. وكان روز مدير المسرح الخاص بجين أوتري في ذلك الوقت. كان الزوجان يفترقان بين الجولات المختلفة، وهو الامر الذي استمر خلال زواجهما. أنجب الزوجان ابنتان، بيفرلي وجودي، واللاتي ظهرتا مع أمهما لاحقا.

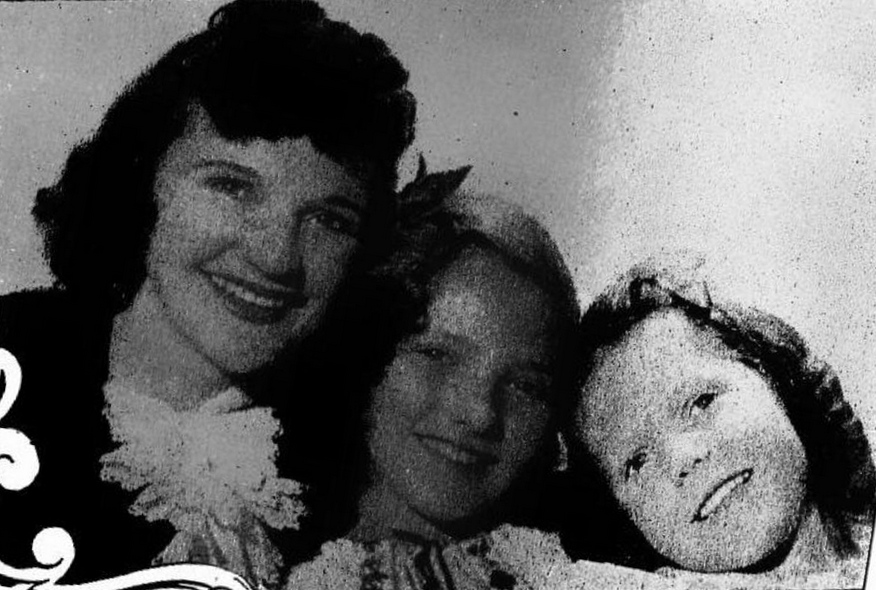
باتسي مونتانا مع بناتها بيفرلي وجودي

تقاعدت مونتانا بشكل جزئي في أواخر الخمسينيات لتقضي وقتا أكثر مع عائلتها، وحاولت العودة للغناء في عام 1964. أصدرت ألبومًا على علامة سيمز في أريزونا، وعرف الألبوم بإدخاله بعد وايلون جينينغز كعازف غيتار رئيسي قبل أن يشتهر على المستوى الوطني. أعيدة إصدار الألبوم لاحقًا من قبل علامة ستارداي.
توفيت مونتانا في 3 مايو 1996، في منزلها في سان خاسينتو في كاليفورنيا. دُفنت في مقبرة ريفرسايد الوطنية العسكرية في كاليفورنيا بما أن زوجها بول روز خدم في جيش الولايات المتحدة. تم إدخالها في متحف راعيات البقر الوطني وقاعة المشاهير في فورت وورث في تكساس عام 1987، وأدخلت في قاعة مشاهير موسيقى الكانتري في عام 1996.

## وصلات خارجية
باتسي مونتانا على موقع IMDb (الإنجليزية)
- باتسي مونتانا على موقع ميوزك برينز (الإنجليزية)
- باتسي مونتانا على موقع إن إن دي بي (الإنجليزية)
- باتسي مونتانا على موقع أول ميوزيك (الإنجليزية)
- باتسي مونتانا على موقع ديسكوغز (الإنجليزية)
- Patsy Montana at the Country Music Hall of Fame and Museum
- Patsy Montana at the Rockabilly Hall of Fame
- Patsy Montana at the Western Music Association